# Tiberio Dall'Olio
Tiberio Dall'Olio Lenzini (Udine, 1937) es un abogado y empresario italiano, ex alto ejecutivo del grupo chileno Luksic.
Se graduó como doctor en jurisprudencia en la Universidad de Padua, pero ejerció la abogacía solamente un año.
Comenzó su vida profesional en Milán como jefe de ventas de Olivetti. Permaneció en ese cargo entre 1960 y 1962, tras lo cual pasó a desempeñarse como gerente comercial de Conductores Eléctricos y Afines de Turín (Ceat). A los cinco años partió a Barcelona, España, de nuevo como gerente comercial. En 1973 pasó a Cali, Colombia, país donde ocupó por primera vez un cargo de gerente general.
Después de seis años en tierras cafeteras, Ceat, que había comprado un 30% de Madeco en Chile, le planteó hacerse cargo de esta empresa que durante el Gobierno de la izquierdista Unidad Popular (1970-1973) había sido nacionalizada y luego manejada por la estatal Corfo. Como socio en la manufacturera se encontraba en dicho momento Andrónico Luksic Abaroa, quien, reconociendo la experiencia de Dall'Olio, decidió apoyar su nombre al frente de la compañía.
En 1986, cuando el Luksic decidió comprar la cervecera CCU, el empresario le pidió que fuera él el nuevo gerente general. Entonces renunció a Ceat para emplearse con el grupo andino.
En 1990 regresó a Milán donde se jubilaría.
Ya en los años 2000, en uno de sus frecuentes viajes a Chile, Guillermo Luksic, y su padre, Andrónico, le pidieron una evaluación de la viabilidad de Madeco, la que encaraba de nuevo graves problemas y deudas por más de US$ 350 millones.
En 2002 asumió nuevamente la gerencia general, cargo que mantendría hasta 2008, fecha para la cual Madeco ya anotaba ganancias y concretaba una millonaria alianza con la gigante francesa Nexans, la mayor productora de cables del mundo.